# Judith de Nijs
Judith de Nijs, coniugata van Berkel (Hilversum, 22 aprile 1942), è un'ex nuotatrice olandese.

## Carriera

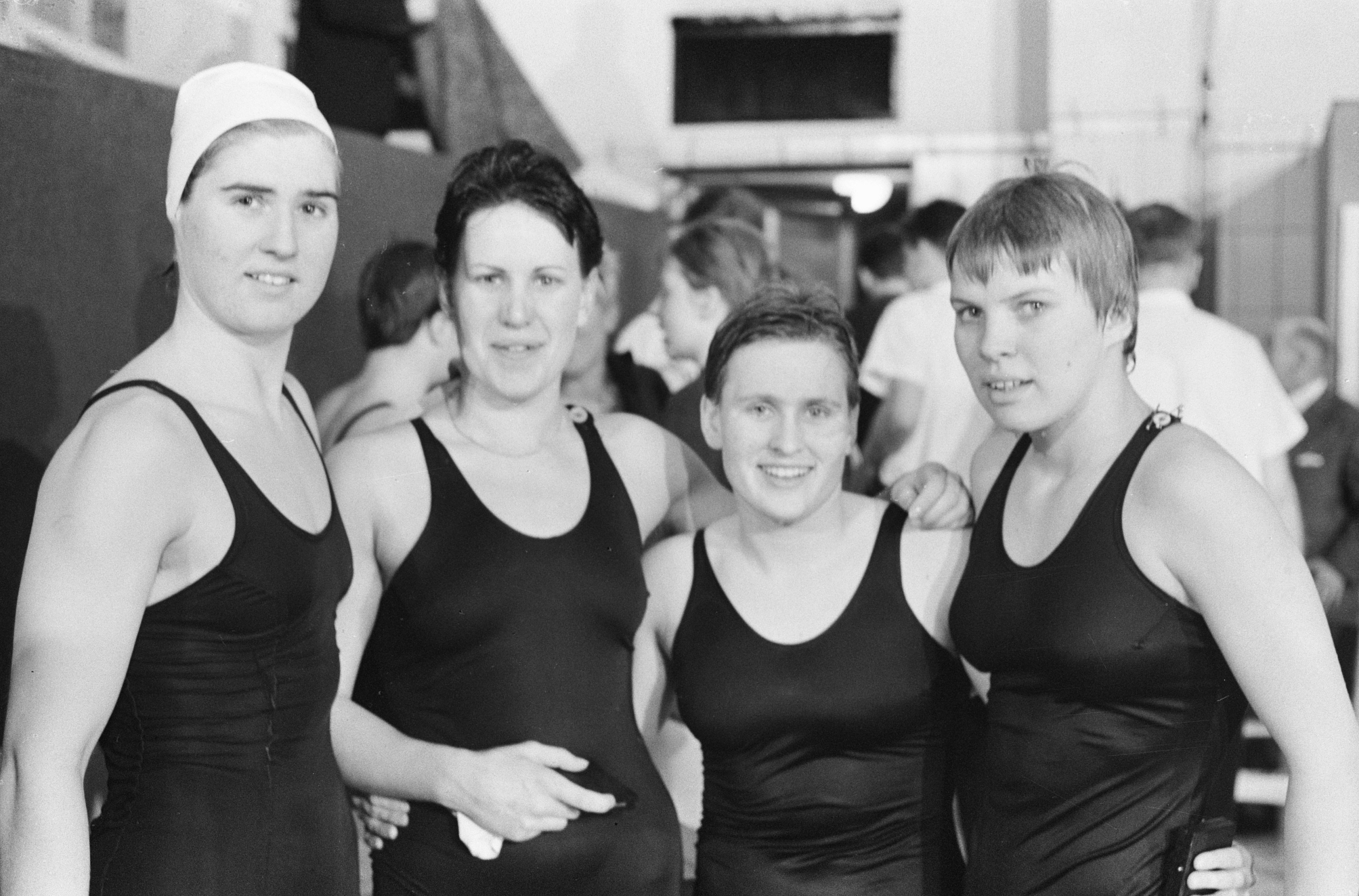
Judith de Nijs con le compagne di nazionale Rita Kroon, Marianne Heemskerk e Ineke Tigelaar nel 1963

Allenata da Jan Stender, Judith de Nijs iniziò a nuotare seguendo la sorella maggiore Lenie, anch'ella nuotatrice a livello agonistico.
Nel 1961 stabilì il record europeo nei 400 m misti in vasca corta. Successivamente, si allenò su distanze sempre più lunghe e divenne campionessa nazionale sui 1500 m stile libero nel 1962.
Dal 1962, ispirata dalle imprese di Herman Willemse, passò al nuoto di fondo, di cui divenne una specialista. Fu classificata come n.1 al mondo dal 1964 al 1968 e nel 1970. Nel 1969 fu la seconda donna olandese, dopo Mary Kok, ad attraversare il canale della Manica; fece registrare un tempo pari a 12 ore e 15 minuti.
Il 17 gennaio del 1969 sposò il pallanuotista della nazionale Rob van Berkel, dal quale ebbe i figli Wendij e Robert, pallanuotista come suo padre.
Judith de Nijs rimase attiva nel panorama natatorio divenendo un'atleta master e partecipando a numerose gare tra gli anni ottanta e gli anni duemila. Nel 2014 venne inserita nell'International Swimming Hall of Fame.